# おうちで年賀状屋さん
おうちで年賀状屋さん（-ねんがじょうや-）は、かつてがくげいが開発し提供・販売していたはがき作成ソフトウェアである。
無料版でも豊富なデザイン素材が提供されていることが特徴のひとつである。
一部のバージョンを除き、無料版はAdobe Flash Playerが利用されたWebサービスで、有償版はAdobe AIRを利用したインストール型になっている。Adobe社の各ソフトウェアのサポート終了と同時期に本ソフトも提供を終了した。

## バージョン履歴
おうちで年賀状屋さん
2005年12月12日、Webサイト上で手軽に年賀状が作成できる無料サービスをリリース
おうちで年賀状屋さん2007
2006年11月1日、Webサイト上で年賀状を作成できる無料サービスをリリース。
本バージョンからサイトの機能をソフトウェアにし、デジカメ写真の読み込みにも対応したダウンロード版ソフト「Myフォト版」も有料販売開始。
がくげいカードデザイナー
2007年11月7日リリース。Webサイト上で年賀状等のグリーティングカードが作成できる無料サービス版と、写真データを使ったり任意のメッセージを書き込める機能を加えたダウンロードしてインストールするソフトウェア「Myフォト版」がある。
年賀状に限らず幅広くグリーティングカードに対応し、名称を変更したが、後述のように次のバージョンから元に戻る。そのためサポートサイト等では本バージョンは、おうちで年賀状屋さん2008という呼称が使われることもある。
おうちで年賀状屋さん2009
2008年10月31日リリース。昨年同様、無料で利用できるWeb版と、写真を使ってオリジナルの年賀状が作成できるインストール型の有料版「Myフォト版」がある。
おうちで年賀状屋さん2010
2009年11月10日リリース。昨年同様、無料で利用できるWeb版と、写真を使ってオリジナルの年賀状が作成できるインストール型の有料版「Myフォト版」がある。
年賀状画像を携帯電話に読み込む機能を搭載。画像を添付したメールで年賀状を送ることができる。
おうちで年賀状屋さん2011
2010年11月1日リリース
おうちで年賀状屋さん2012
2011年11月1日リリース。昨年同様、無料で利用できるWeb版と、写真を使ってオリジナルの年賀状が作成できるインストール型の有料版「Myフォト版」がある。
おうちで年賀状屋さん2013
2012年11月14日リリース。昨年同様、無料で利用できるWeb版と、写真を使ってオリジナルの年賀状が作成できるインストール型の有料版「Myフォト版」がある。
おうちで年賀状屋さん2014
2013年11月22日リリース。昨年同様、無料で利用できるWeb版と、写真を使ってオリジナルの年賀状が作成できるインストール型の有料版「Myフォト版」がある。
おうちで年賀状屋さん2015
2014年10月31日リリース
おうちで年賀状屋さん2016
2015年11月24日リリース
おうちで年賀状屋さん2017
2016年11月18日リリース
おうちで年賀状屋さん2018
2017年10月13日リリース
おうちで年賀状屋さん2019
2018年11月リリース
おうちで年賀状屋さん2020
2019年10月30日リリース
おうちで年賀状屋さん2021
2020年11月20日リリース
おうちで年賀状屋さん2022
2021年11月2日リリース。Web版は廃止され、無料版もインストール型のソフトウェアとなったが、無料版は通信面のみで宛名印刷はできない。